# Архангелогородский 19-й драгунский полк
19-й драгунский Архангелогородский полк — кавалерийская воинская часть Русской императорской армии.
Старшинство полка — с 12 сентября 1895 года.
Полковой праздник — 4 октября, день св. Иерофея.

## История
12 сентября 1895 года в составе шести эскадронов, выделенных из 9, 10, 11, 13, 14 и 16-го драгунских полков, сформирован 49-й драгунский Архангелогородский полк. Новый полк получил своё наименование в память прежнего Архангелогородского драгунского полка, сформированного в 1703 году и упразднённого в 1775 году.
При переименовании полков армейской кавалерии 6 декабря 1907 года полк наименован 19-м драгунским Архангелогородским полком.
Полк имел простой штандарт без надписи, пожалованный 20 сентября 1895 года и 7 серебряных труб, с надписью: «Архангелогородскому драгунскому, поспешностью и храбростью взятие города Берлина сентября 28-го 1760 года». Трубы были пожалованы прежнему Архангелогородскому драгунскому полку и в 1775 году переданы в Санкт-Петербургский драгунский полк, из которого их было приказано 29 сентября 1895 года передать в новый Архангелогородский драгунский полк.
Важнейшей вехой в истории полка стало участие в Первой мировой войне. Архангелогородские драгуны отличились в ходе 2 конных атак у дер. Грабово 18 июля 1915 г. — когда, выручив свою пехоту, они ликвидировали прорыв германцев. В этот день полк потерял убитыми 2 и контуженными 6 офицеров, 5 убитых подпрапорщиков и вахмистров, драгун — 49 убитых, 27 пропавших без вести, 95 раненых и контуженных. Убито 147 лошадей. Немцев в этой атаке было изрублено не менее 100 человек и свыше 60 приведено в плен.

## Командиры полка
- 15.09.1895-27.11.1899 — полковник Бобырь, Николай Павлович
- 28.01.1900-04.12.1901 — полковник Григорков, Александр Антонович
- 10.01.1902-26.01.1904 — полковник Трамбицкий, Евгений Георгиевич
- 07.02.1904-02.09.1910 — полковник Языков, Леонид Викторович
- 02.09.1910-26.10.1912 — полковник Марченко, Митрофан Константинович
- 10.12.1912-27.11.1914 — полковник Мазуров, Николай Николаевич
- 16.12.1914-17.10.1915 — полковник Степанов, Николай Александрович
- 29.10.1915-20.02.1917 — полковник Гончаренко, Георгий Иванович
- 24.03.1917-03.06.1917 — полковник Лазарев, Сергей Николаевич
- 03.06.1917-? — полковник Савицкий, Иван Карлович

## Знаки отличия полка
1. Полковой штандарт простой, без надписи. Пожалован Высочайшим приказом от 20 сентября 1895 года.
2. 7 серебряных труб с надписью «Поспешностью и храбростью взятие г. Берлина, Сентября 28 дня 1760 г. Арх. драг. полка П. Д-ва» за Семилетнюю войну. Пожалованы Архангелогородскому карабинерному полку. Переданы в полк 29.09.1895 г.